# Ghazi al-Jabali
Ghazi al-Jabali (Giaffa, 1946) è un poliziotto palestinese.
È stato il capo del Servizio di sicurezza preventiva della Striscia di Gaza, nominato dall'Autorità Palestinese. Al-Jabali, che era stato comandante di polizia e capo della polizia di Gaza dall'inizio degli anni '90, alla fine del suo mandato nelle forze di sicurezza palestinesi ricopriva il ruolo di maggior generale.
Fin dal 1994 è stato l'obbiettivo di ripetuti attacchi da parte dei gruppo palestinesi opposti alla guida da parte di Fatah dell'Autorità Palestinese, attacchi che annoverarono colpi di arma da fuoco  verso i suoi uffici e una bomba che distrusse parte della sua casa. È stato anche oggetto di un mandato di arresto e di una richiesta di estradizione da parte di Israele nel 1997, con l'accusa di aver ordinato ad agenti di polizia palestinesi di attaccare un posto di blocco israeliano nel luglio 1997.
Al-Jabali è stato inoltre oggetto di proteste a seguito dell'uccisione di tre adolescenti palestinesi durante degli scontri con le forze di polizia; i manifestanti hanno affermato che al-Jabali aveva dato ordine ai funzionari di polizia aprire il fuoco sui manifestanti che lanciavano pietre durante una manifestazione organizzata da Hamas a sostegno di Osama bin Laden.
Al-Jabali si è dimesso dal suo incarico di capo della polizia a Gaza nel giugno 2002 a seguito di uno stravolgimento interno alle forze di sicurezza, che vide anche il siluramento delcolonnello Jibril Rajoub e le dimissioni del colonnello Mohammed Dahlan. 
Contestualmente annunciò la sua intenzione di opporsi a Yasser Arafat come candidato alla presidenza dell'Autorità palestinese. Nell'ottobre del 2003 venne nominato capo delle Forze di polizia civile palestinese sia nella Striscia di Gaza che in Cisgiordania.
Una sparatoria avvenuta nel quartier generale della polizia di Gaza nel febbraio 2004 venne interpretata come un attentato alla vita di al-Jabali. Altri funzionari hanno puntato il dito verso membri delle Forze di sicurezza preventive fedeli al suo rivale Mohammad Dahlan.
Al-Jabali è stato inoltre accusato di corruzione e repressione della libertà di stampa, così come per l'arresto di Eyad al-Sarraj, un attivista per i diritti civili.
Il 17 luglio 2004 è stato rapito sotto la minaccia delle armi da membri della "Brigata dei martiri di Jenin", affiliata ai Comitati Popolari di Resistenza, durante un'imboscata al suo convoglio nella quale rimasero ferite due guardie del corpo. Al-Jabali venne rilasciato solo dopo l'annuncio del suo licenziamento da parte del presidente palestinese Yasser Arafat. Venne sostituito dal cugino di Arafat, Moussa Arafat, una scelta che non giovò alla reputazione della polizia nell'opinione pubblica palestinese..